# 八帶牙鯻
八帶牙鯻（學名：Pelates octolineatus）為鱸形目鱸亞目鯻科的其中一種，分布於東印度洋澳洲南部半鹹水、海域，為特有種，體成紡錘型，側扁，背部高，體色為銀色，體側散布橘色的斑點，魚鰭橙色，尾鰭叉型，背鰭硬棘12枚；背鰭軟條9枚；臀鰭硬棘3枚；臀鰭軟條7枚，體長可達28公分，成魚棲息在近海的底層水域，屬雜食性，成魚會保護卵並搧動魚鰭提供足夠的氧，生活習性不明。